# René Lego
René Lego (également Renatus Lego, né le 5 octobre 1764 à La Flèche et mort le 1er janvier 1794 à Angers) était un prêtre et martyr français.

## Vie
Après son ordination comme prêtre diocésain, René Lego devint vicaire au Plessis-Grammoire en Maine-et-Loire.
Lors de la répression de la Guerre de Vendée contre l'oppression de l'Église catholique par la Première République française, il refusa de prêter le serment de la république et devint prêtre clandestin. Fin décembre 1793, il fut arrêté avec son frère Jean-Baptiste et d'autres prêtres et laïcs à La Cornuaille en Maine-et-Loire. Le chef de ce groupe était le prêtre Guillaume Repin.
Lego fut amené à Angers, où un tribunal révolutionnaire le condamna à mort. Le 1er janvier 1794, il fut guillotiné sur la place principale d'Angers.
190 ans plus tard, le 19 février 1984, René Lego, avec son frère et les 98 autres membres de ce groupe furent béatifiés par Jean-Paul II.